# 悉尼神學院
悉尼神學院（英語：Sydney College of Divinity）是位於澳大利亞新南威爾士州首府悉尼的一所神學院。
此神學院提供畢業的學生頒發神學學士和哲學學士學位，積極攻讀的學士生並可頒發神學碩士和哲學碩士學位，再次攻讀的碩士生就能獲得神學博士和哲學博士之最高學位。

## 知名校友
- 阮文雄

## 外部連結
- 悉尼神學院 （页面存档备份，存于）